# 32038 Kwiecinski
32038 Kwiecinski è un asteroide della fascia principale. Scoperto nel 2000, presenta un'orbita caratterizzata da un semiasse maggiore pari a 2,2283818 UA e da un'eccentricità di 0,1942149, inclinata di 1,94536° rispetto all'eclittica.